# 小森正幹
小森 正幹は、日本の造園家で、元地方公務員、小説家。

## 来歴
東京都に生まれる。東京都立立川高等学校を経て1967年、京都大学農学部林学科（造園学・環境デザイン専攻）を卒業した。神戸市役所に入庁し、1992年当時は土木局公園緑地部大規模公園建設事務所長、建設局公園砂防部長を務めた後に退職した。その後は神戸市公園緑化協会相楽園園長などを務め、神戸市で公園緑地の事業に関与した。
2005年に、第27回日本公園緑地協会北村賞を受賞した。
携わった代表作に神戸市しあわせの村や布引ハーブ園など（全体プラン、設計、施工監理から管理運営までを担当）、神戸市花と彫刻の道やフラワーロードなどがある。また、神戸市内の案内小冊子『花を巡る文学散歩』を12年かけて上梓した。

### 小説家としての経歴
多忙だった40歳の頃に「仕事以外の事をしたい」という理由で野元 正（のもと ただし）の筆名で小説家としても活動し、小説を書き始める。約1年後に同人「八月の群れ」のメンバーとなる。のちに代表となった。
1997年に『トライアングル』で第26回プルーメール賞、2009年に『飴色の窓』で第3回神戸エルマール文学賞をそれぞれ受賞した。